# Łódkonogi
Łódkonogi, walconogi (Scaphopoda) – nieliczna w gatunki i mało zróżnicowana gromada morskich mięczaków zaliczanych do muszlowców, charakteryzujących się jednoczęściową, obustronnie otwartą, rurkowatą muszlą. Są spokrewnione z małżami. Przykładowym przedstawicielem gromady jest zębik pospolity (Antalis vulgaris).

## Występowanie
Mięczaki zaliczane do tej gromady wchodzą w skład bentosu w morzach pełnosłonych. Żyją zagrzebane w piaszczystym podłożu. Większość z nich przebywa w głębinach do 7000 m p.p.m., nieliczne są spotykane blisko wybrzeży.

## Budowa
Ciało dwubocznie symetryczne, o długości 20–50 mm. Płaty płaszcza są zrośnięte w linii środkowej po stronie brzusznej, tworzą jednoczęściową, rurkowatą, obustronnie otwartą, zwykle lekko wygiętą muszlę. Zwierzę wystawia z niej jedynie wyrostki chwytne, ryjek i walcowatą nogę, która służy do zagrzebywania się w piasku (szerszym końcem muszli w dół). 
Walconogi nie mają oczu, czułków ani skrzeli. Do wymiany gazowej służy im jama płaszczowa.

## Biologia i ekologia
Są to zwierzęta rozdzielnopłciowe o zapłodnieniu zewnętrznym. W ich rozwoju występuje planktonowa larwa zbliżona budową do trochofory. Żywią się drobnymi organizmami (otwornice, okrzemki) chwytanymi za pomocą nitkowatych wyrostków. Łódkonogi często stanowią pożywienie ryb dorszokształtnych i drapieżnych ślimaków.

## Systematyka

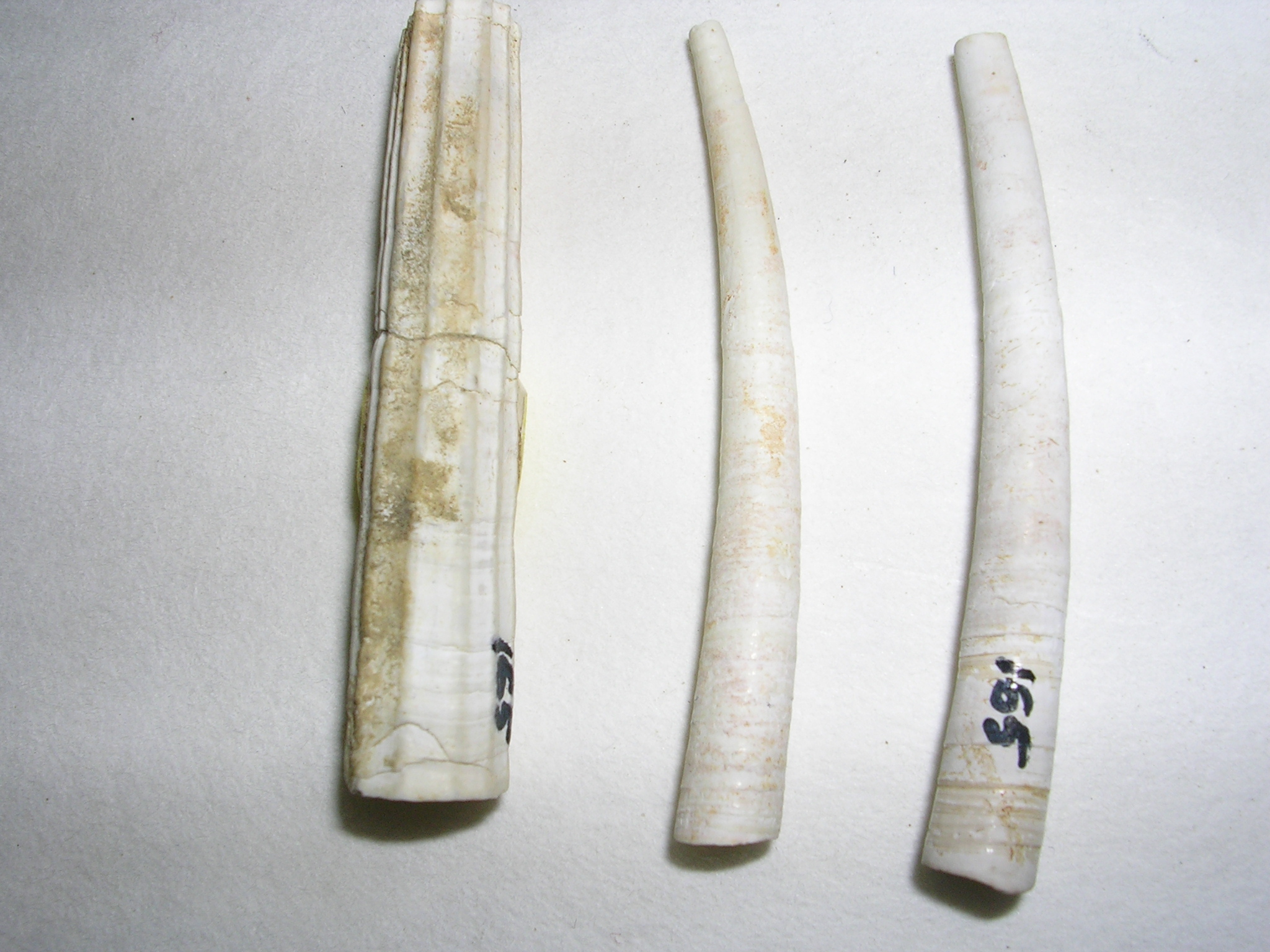
Muszle plioceńskich Dentalium sp.

Walconogi są spokrewnione z małżami, z którymi mają kilka wspólnych cech, jednak różnice w budowie przyczyniły się do umieszczenia walconogów w odrębnej gromadzie, ale obydwie gromady (oraz wymarłe rostrokonchy) tworzą takson o nazwie Diasoma.
Wśród łódkonogów (walconogów) wyróżniono około 400 współcześnie żyjących gatunków. Sklasyfikowano je w rzędach:
- Dentaliida – zębikowate
- Gadilida